# Tomohiro Hatta
Tomohiro Hatta (nascido em 1986) é um pianista japonês em ascensão no panorama musical internacional, conhecido pelo seu virtuosismo, técnica brilhante e sensibilidade, que têm atraído a atenção de grandes mestres do piano, como Billy Eidi e Caio Pagano.

## Biografia
Tomohiro Hatta (nascido em 1986) é um pianista japonês que tem ganho destaque no panorama musical internacional. A sua técnica impressionante, virtuosismo e sensibilidade conquistaram a admiração de mestres do piano como Billy Eidi e Caio Pagano.

## Formação
Nascido em 1986, Tomohiro Hatta começou os seus estudos musicais aos cinco anos com M. Endo e, aos dez anos, continuou a sua formação com N. Miyazawa, um dos mais importantes professores de piano do Japão, sendo considerado seu mentor. Em setembro de 2005, mudou-se para Paris para estudar na École Normale de Musique de Paris, no Conservatório Nacional de Região de Paris e no Conservatório Departamental de Gennevilliers, onde obteve excelentes resultados. Em 2016, concluiu o mestrado em Prática de Piano na ESART, sendo o melhor aluno da turma.

## Carreira Internacional
Tomohiro Hatta já se apresentou em vários países, incluindo o Reino Unido, Alemanha, Itália, República Checa, Rússia, Eslovénia, Panamá, Marrocos, Índia e Turquia. Atuou em teatros de prestígio, como a Salle Pleyel em Paris, o Tribeca em Nova Iorque e o Rudolfinum Hall em Praga. Participou também em diversos festivais, incluindo o festival Bon Anniversaire Monsieur Chopin (transmitido pela France 3), o festival Carré d’As Jeunes Talents, o Festival Chopin em Paris (Bagatelle), os Dias da Música em Portugal, o Festival IMAGO, o Delhi International Arts Festival e o Pafos 2017 – Capital Europeia da Cultura em Chipre. No início de 2018, realizou uma série de 18 concertos em 18 cidades da China. Retornou à China em agosto de 2024 para uma nova série de concertos. Além da sua carreira a solo, Tomohiro Hatta toca com o pianista português Ricardo Vieira sob o nome de Musicorba.

## Concursos e Reconhecimentos
Tomohiro Hatta foi premiado em diversos concursos internacionais, incluindo o Concurso Internacional de Piano Rudolf Firkusny na República Checa, o Prémio Smetana, e o Concurso Internacional de Piano de Sua Alteza Real Princesa Lalla Meryem no Marrocos, onde recebeu vários prémios especiais. Foi também laureado no Concurso Internacional de Piano Maria Campina em Portugal, no Concurso Internacional de Piano Orchestra Sion na Turquia e no Concurso Alexander Scriabine. Em 2024, voltou a ser membro do júri do Concurso de Piano PTNA nas provas online de Tochigi e Tóquio. Ao longo da sua carreira, realizou gravações para canais como France 3, RFI, RDP-Antena 2 e para a Rádio Nacional da Eslovénia.

## Discografia
- Keil: Obras para Piano – Um álbum dedicado ao compositor português Alfredo Keil, onde Hatta explora as nuances e o caráter nacionalista da sua música. A crítica descreveu este álbum como "uma redescoberta comovente da obra de Keil".
- Daddi: Obras para Piano – Neste álbum, Hatta interpreta as peças do compositor Giovanni Daddi, colaborador de Franz Liszt, sendo elogiado pela "profundidade e clareza" das suas interpretações.
- Chopin & Rachmaninov: Obras para Piano – Uma combinação do lirismo de Frédéric Chopin e da intensidade de Sergei Rachmaninov, este álbum mostra a versatilidade e a técnica apurada de Hatta.

## Atividade Académica e Atualidade
Atualmente, Tomohiro Hatta é professor de piano em França, onde leciona e guia a nova geração de músicos.